# Mitriostigma greenwayi
Mitriostigma greenwayi är en måreväxtart som beskrevs av Diane Mary Bridson. Mitriostigma greenwayi ingår i släktet Mitriostigma och familjen måreväxter. Inga underarter finns listade i Catalogue of Life.